# Daniel Martínez de Obregón
Daniel Martínez de Obregón (Sòria, 1948) és un empresari teatral català.

## Trajectòria
Ès president de la productora Grup Focus, de la que en formen part Focus, Focus Madrid, Teatre Romea, Teatre Condal, Sala Villarroel, Teatre Goya, Teatro La Latina, Publiespec, Promentrada, Publiescena Madrid, Serveis Informàtics per a la Cultura, Scenic Rights i Scenic Drive.
Des de 1998 també és president de l'Adetca (Associació d'Empreses de Teatre de Catalunya) i des del 2005 de FAETEDA (Federació Estatal d'Associacions d'empreses de Teatre i Dansa). És membre del Consell General de l'Institut Català de les Indústries Culturals i del Consell de Cultura de Barcelona i secretari del Cercle de Cultura. El 2002 i el 2006 va rebre el Premi Max de les Arts Escèniques al Millor Empresari Teatral.
El Govern de Catalunya li concedí la Creu de Sant Jordi el 2013.